# Powellinia messaouda
Powellinia messaouda là một loài bướm đêm trong họ Noctuidae.